# Egbert Nitsch
Egbert Nitsch (* 8. Juli 1934 in Königsberg; † 6. September 2005) war ein deutscher Politiker (Bündnis 90/Die Grünen). Er war Mitglied des Europaparlaments und des Deutschen Bundestages.
Der ökologische Gärtner und Orchideenzüchter gehörte dem GLSH-Flügel der schleswig-holsteinischen Grünen an. Er gründete 1980 den Kreisverband der Partei im Kreis Plön, von 1982 bis 1984 war er Fraktionsvorsitzender im dortigen Kreistag. Anschließend wurde er Mitglied der Europagruppe der Grünen und war 1988/89 Mitglied des Europaparlaments, dort arbeitete er im Agrarausschuss. Nach einem Umzug wurde Nitsch Mitglied der Grünen im Kreis Rendsburg-Eckernförde. Am 4. Juni 1996 trat er als Nachrücker für Rainder Steenblock in den Deutschen Bundestag ein, dem er bis zum Ende der 13. Wahlperiode angehörte.